# Szolem Szwarcbard
Szolem-Szmuel Szwarcbard; jid. שלום־שמואל שוואַרצבאַרד, również Szlomo Szwarcbard lub Szwarcburd, ros. Шулэм-Шмил Шварцбурд, Шолом Шварцбард, ps. „Bal-Chalojmes” jid. בעל־חלומות (ur. 6 sierpnia?/18 sierpnia 1886 w Izmaile, zm. 3 marca 1938 w Kapsztadzie) – żydowski poeta, publicysta i działacz anarchistyczny, zabójca Symona Petlury w 1926.

## Życiorys

### Młodość
Urodził się w rodzinie besarabskich Żydów – Izaaka Szwarcburda i Chai Wajnberg. Po wyjeździe rodziny do Bałty, na skutek opróżniania z ludności żydowskiej strefy przygranicznej, zainteresował się anarchizmem, wziął udział w rewolucji 1905 roku. W obawie przed aresztowaniem opuścił Rosję i mieszkał m.in. w Rumunii, Lwowie, Budapeszcie, Włoszech. W 1910 osiadł w Paryżu, gdzie otworzył z bratem pracownię zegarmistrzowską .

### I wojna światowa
W 1914 wstąpił wraz z bratem do Legii Cudzoziemskiej, za trzyletni udział w walkach otrzymał odznaczenie Croix de guerre.
W 1917 wrócił do Bałty, dwa lata później wyjechał do Odessy, gdzie zaciągnął się do Armii Czerwonej i walczył w wojnie domowej w brygadzie Grigorija Kotowskiego. Coraz bardziej krytycznie nastawiony do rzeczywistości radzieckiej opuścił terytorium ZSRR, wyjechał do Paryża i założył mały warsztat zegarmistrzowski.
W czasie wojny domowej na Ukrainie stracił całą rodzinę (łącznie 15 bliskich).
W 1920 wydał w Paryżu pierwszy zbiorek poezji Marzenia i rzeczywistość (Trojmen unwirklichkejt), na którym piętno odcisnęły wydarzenia wojny. We Francji działał w ruchu anarchistycznym, pisywał pod pseudonimem Bal-Chalojmes (Marzyciel), zaprzyjaźnił się z Nestorem Machną, Piotrem Arszynowem oraz innymi działaczami rewolucyjnymi.

### Zabójstwo Petlury
W maju 1925 po ukazaniu się we francuskiej prasie notki o przebywaniu w Paryżu Symona Petlury postanowił dokonać morderstwa. 25 maja 1926 na rogu Boulevard Saint-Michel i Rue Racine oddał trzy strzały z rewolweru w kierunku oglądającego sklepowe wystawy Petlury. Po dokonaniu zbrodni bez oporów dał się aresztować francuskiej policji.
Zabił najpewniej z inspiracji OGPU, choć kwestia inspiracji zamachu nie została wyjaśniona jednoznacznie.
18 października 1927 rozpoczął się proces Szwarcbarda – za jego uniewinnieniem wypowiadali się m.in. Albert Einstein, Henri Bergson, Maksim Gorki i Aleksander Kiereński. Z obroną Szwarcbarda współpracował były premier Węgierskiej Republiki Ludowej (1918–1919) – Mihály Károlyi, a obrońcą w sądzie został Henri Torres. Po ośmiu dniach ława przysięgłych zadecydowała o wypuszczeniu Szwarcbarda na wolność.

### Dalsze losy
Po uwolnieniu Szwarcbard podjął pracę w firmach ubezpieczeniowych, dalej poświęcał się też działalności pisarskiej, wydał m.in. zbiór opowiadań poświęconych pierwszej wojnie światowej (Milchome-Bilder, Obrazki wojenne), ukraińskiemu okresowi jego życia (Fun tifn opgrund, Z głębokiej przepaści...).
W gazecie „Arbejter-Frojnd” („Przyjaciel Robotnika”) opublikował serię opowiadań Fun majne milchome-togbuch (Z mojego dziennika wojennego), pisywał również do „Der Moment”', „Fraje arbejter sztyme”' i „Jidysze cajtung”'.
W 1937 wyjechał do ZPA w celu poszukiwania materiałów dla Encyclopedia Judaica, publikował tam m.in. w Afrikaner jidysze cajtung. Nie zdążył wrócić do Europy, zmarł 3 marca 1938 roku na zawał serca i został pochowany w Kapsztadzie. Po kilku latach jego prochy przeniesiono do Izraela.

## Upamiętnienie

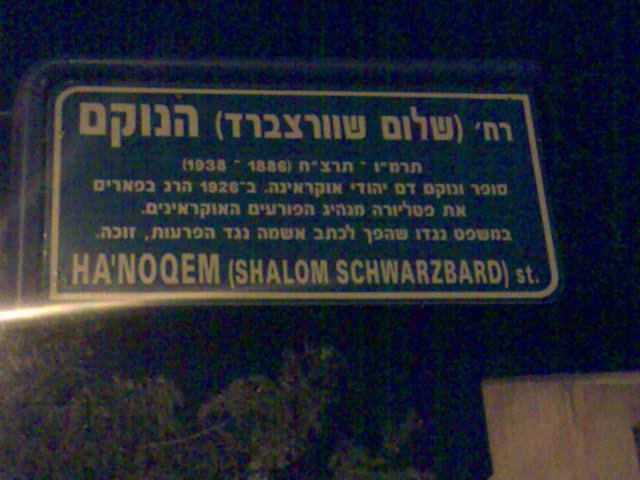
Ulica Szwarcbarda w Izraelu

W 1927 Zolmen Rozental opublikował w Kiszyniowie zbiór reportaży w języku jidysz na temat procesu (Der Szwarcbard-Proces – undzer cajt). Był również bohaterem trzyaktówki Altera Kacyzne (1885–1941) Szwarcbard – a syntetisz reportaż, którą wystawiano w dwudziestoleciu międzywojennym w żydowskich teatrach Europy i USA (pełny tekst ukazał się w Paryżu dopiero w 1980).
Jest patronem kilku ulic na terenie Izraela.

## Publikacje
- Symon Petliura, Yevhen Konivalets, Stepan Bandera -Three Leaders of Ukrainian Liberation Movement murdered by the Order of Moscow Ukrainian Publishers Limited. 237, Liverpool Road, London, United Kingdom. (audiobook).
- טרוימען און ווירקלעכקייט (Trojmen un Wirklechkejt – Marzenia i rzeczywistość – wiersze w dwóch tomach wydane pod pseudonimem Bal-Chalojmes, Paryż 1920)
- אין קריג מיט זיך אַליין (In krig mit zich alejn – W wojnie ze samym sobą – proza, Chicago 1933)
- אינעם לויף פֿון יאָרן (Inem lojf fun jorn – Z biegiem lat, wspomnienia, Chicago 1934)
- אין אָנדענקונג פֿון שלום שוואַרצבאַרד (In ondenkung fun Szolem Szwarcbard – W pamięci o Szolemie Szwarcbardzie, wspomnienia Chicago 1938)